# Grand Prix du Morbihan 2023
33. ročník jednodenního cyklistického závodu Grand Prix du Morbihan se konal 6. května 2023 ve francouzském departementu Morbihan. Vítězem se stal Belgičan Arnaud De Lie z týmu Lotto–Dstny. Na druhém a třetím místě se umístili Francouz Romain Grégoire (Groupama–FDJ) a Nor Rasmus Tiller (Uno-X Pro Cycling Team). Závod byl součástí UCI ProSeries 2023 na úrovni 1.Pro.

## Týmy
Závodu se zúčastnilo 6 z 18 UCI WorldTeamů, 11 UCI ProTeamů a 3 UCI Continental týmy. Každý tým přijel se sedmi závodníky kromě týmů CIC U Nantes Atlantique, Intermarché–Circus–Wanty a Uno-X Pro Cycling Team s šesti jezdci. Ander Okamika (Burgos BH) neodstartoval, na start se tak postavilo 136 jezdců. Do cíle v Plumelecu dojelo 118 z nich.
UCI WorldTeamy
- AG2R Citroën Team
- Arkéa–Samsic
- Cofidis
- Groupama–FDJ
- Intermarché–Circus–Wanty
- Team DSM

UCI ProTeamy
- Bingoal WB
- Bolton Equities Black Spoke
- Burgos BH
- Caja Rural–Seguros RGA
- Euskaltel–Euskadi
- Equipo Kern Pharma
- Lotto–Dstny
- Q36.5 Pro Cycling Team
- Team Flanders–Baloise
- Team TotalEnergies
- Uno-X Pro Cycling Team

UCI Continental týmy
- CIC U Nantes Atlantique
- Nice Métropole Côte d'Azur
- St. Michel–Mavic–Auber93

## Výsledky
| Pořadí | Jezdec                   | Tým                      | Čas        |
| ------ | ------------------------ | ------------------------ | ---------- |
| 1      | Arnaud De Lie (BEL)      | Lotto–Dstny              | 4h 21' 59" |
| 2      | Romain Grégoire (FRA)    | Groupama–FDJ             | + 0"       |
| 3      | Rasmus Tiller (NOR)      | Uno-X Pro Cycling Team   | + 0"       |
| 4      | Orluis Aular (VEN)       | Caja Rural–Seguros RGA   | + 0"       |
| 5      | Clément Venturini (FRA)  | AG2R Citroën Team        | + 0"       |
| 6      | Mathieu Burgaudeau (FRA) | Team TotalEnergies       | + 0"       |
| 7      | Alessandro Fedeli (ITA)  | Q36.5 Pro Cycling Team   | + 0"       |
| 8      | Eddy Finé (FRA)          | Cofidis                  | + 0"       |
| 9      | Axel Zingle (FRA)        | Cofidis                  | + 0"       |
| 10     | Romain Cardis (FRA)      | St. Michel–Mavic–Auber93 | + 0"       |